# اندیس دو کوهک
دو کوهک یک اندیس غیرفلزی است که در حوالی شهر جیان استان فارس قرار دارد و مادهٔ معدنی موجود در آن، سیلیس است.سنگ میزبان این اندیس کمپلکس کولی کش است  